# Christa Jungnickel
Pour les articles homonymes, voir Jungnickel.
Christa Jungnickel est une historienne des sciences américaine née le 11 avril 1935 et morte le 12 août 1990.
Elle reçoit le prix Pfizer en 1987 conjointement avec Russell McCormmach, pour leurs livres Intellectual Mastery of Nature: Theoretical Physics from Ohm to Einstein; Volume I: The Torch of Mathematics, 1800-1870; Volume II: The Now Mighty Theoretical Physics, 1870-1925 (Chicago: University of Chicago Press, 1986),,,.

## Publications
- Cavendish: The Experimental Life Cavendish: the experimental life [6]
- The Second Physicist : On the History of Theoretical Physics in Germany